# Studio 4°C
Studio 4 °C — анимационная студия, основанная в 1986 году. Студия работает над созданием рекламных роликов, клипов, компьютерных игр и прочим, но особенно ценится за работу над полнометражными и короткометражными фильмами. Они известны соединением духа независимой фестивальной анимации с эстетикой массового аниме. Их инновационный подход поддерживает креативность и индивидуальность работ, позволяя режиссёрам выделиться в аниме-индустрии.
Кроме того, некоторые их произведения относят к течению «superflat»: Beyond в «Аниматрице», Mind Game, «Железобетон», Dimension Bomb в Genius Party. Работы Моримото демонстрировались на выставке Такаси Мураками.

## История
Studio 4 °C основана в 1986 году бывшими работниками студии Studio Ghibli. Ими были Кодзи Моримото, Эйко Танака и Ёсихару Сато. Эйко Танака — одна из немногих женщин в аниме-индустрии, стоящая во главе студии. Название студии было дано в честь температуры, при которой возникает физическое явление, когда вода достигает наибольшей плотности, но при этом остаётся жидкой.
В 1995 году первый самостоятельный проект студии — две из трех частей «Воспоминаний о будущем» — произвел фурор, используя компьютерные технологии для поддержания артистического превосходства.
Вышедший в 1996 году клип Моримото Extra положил начало запоминающей череде коротких фильмов, выпускаемых на студии разными режиссёрами.

## Работы

### Фильмы
- Карнавал роботов (1987)
- Memories (1995)
- Eternal Family (1997)
- Spriggan (1998)
- Princess Arete (2001)
- Mind Game (2004)
- Tekkon Kinkreet (2006 — Дек. 23)
- Sachiko (2007 — Анонсирован)
- «Первый отряд» (First Squad) (2009)
- «Берсерк. Золотой век: Фильм I. Бехерит Властителя» (2012)
- «Берсерк. Золотой век: Фильм II. Битва за Долдрей» (2012)
- «Берсерк. Золотой век: Фильм III. Сошествие» (2013)
- «Лига Справедливости: Парадокс источника конфликта» (2013)
- Harmony (2015)
- Birdboy: The Forgotten Children (2015)
- Mutafukaz (2017)
- «Дети моря» (2019)
- Entotsu Machi no Poupelle (2020)
- Fortune Favors Lady Nikuko (2021)
- Hi no Tori: Eden no Hana (2023)[6]

### OVA
- Tobira o Akete (1995)
- Debutante Detective Corps (1996)
- Noiseman Sound Insect (1997)
- Eternal Family (1997)
- «Аниматрица» — «Kid’s Story» (2003)
- Hijikata Toshizo: Shiro no Kiseki (2004)
- Batman: Gotham Knight — «Have I Got A Story For You», «Working Through Pain» (2008)
- Detroit Metal City (2008)
- Street Fighter IV — Aratanaru Kizuna (2009)
- «Легенды Хало» — The Babysitter, Origins (2010)

### Аниме-сериалы
- Urarochi Diamond (2000)
- Piroppo (2001)
- Super Robot Monkey Team Hyperforce Go! (2004)
- Tweeny Witches (2004)
- Kimagure Robot (2004)
- Ani*Kuri15 (2007)
- Transformers Animated (2008)
- ThunderCats (2011)

### OVA
- Noiseman Sound Insect (1997)
- «Аниматрица» (2003)
- Hijikata Toshizo: Shiru no Kiseki (2004)
- Mind Game (2004)
- Громокошки (2011)

### Музыкальные клипы
- Ken Ishii — «Extra» (1996)
- The Bluetones — «Four Day Weekend» (1998)
- Glay — «Survival» (1999)
- Аюми Хамасаки — «Connected» (2002)
- Лигалайз — «Первый отряд» («First Squad») (2005)

### Короткометражные фильмы
- Gondora (1998)
- Aerial Bar (2000)
- Kigeki (2000)
- Chicken’s Insurance (2001)
- In the Evening of a Moonlit Night (2001)
- Table and Fishman (2001)
- Sweat Punch 1 — Professor Dan Petory’s Blues (2002)
- Sweat Punch 2 — End of the World (2002)
- Sweat Punch 3 — Comedy (2002)
- Sweat Punch 4 — Higan (2002)
- Amazing Nuts! Part 1 — Global Astroliner (2006)
- Amazing Nuts! Part 2 — Glass Eyes (2006)
- Amazing Nuts! Part 3 — Kung Fu Love — Even If You Become the Enemy of the World (2006)
- Amazing Nuts! Part 4 — Joe and Marilyn (2006)
- Tamala’s «Wild Party» (2007)
- Genius Party (7 июля, 2007)
- Genius Party Beyond (15 февраля, 2008)
- The Babysitter (2009) — короткометражка Halo Legends, изображающая отношения спартанцев и орбитальных десантников
- My Last Day (2011), произведена совместно с The JESUS Film Project, Brethren Entertainment и Барри Куком[англ.]
- Kid Icarus: Uprising -Medusa’s Revenge- (2012) — рекламный ролик к игре Kid Icarus: Uprising

### Видеоигры
- Ace Combat 04: Shattered Skies (2001)
- Summon Night 3 (2003)
- Rogue Galaxy (2005)
- Lunar Knights (2006)
- Jeanne d'Arc (2006)
- .hack//Link (2010)
- Catherine (2011)
- Asura's Wrath (2012)
- Toukiden (2013)

### Прочее
- Doodle Champion Island Games (2021) — Google Doodle по случаю XXXII летних Олимпийских игр[7]